# Martial Servantes
Pas d'image ? Cliquez ici

a Compétitions nationales et continentales officielles uniquement.

Dernière mise à jour le 26 octobre 2012.
Martial Servantes, né le 20 octobre 1967, est un joueur français de rugby à XV qui évolue au poste de centre ou d'ailier.

## Biographie
Martial Servantes dispute la saison 1991-1992 avec le FC Grenoble qui échoue à la course au Brennus en demi-finale 13 à 9 face au Biarritz olympique.
Il fait partie de l'équipe des Mammouths de Grenoble, qui est vice-champion de France 1993, défait 14 à 11 par le Castres olympique sur une erreur d'arbitrage, dans une finale considérée comme l'un des plus gros scandales du rugby français.
L'année suivante, le club alpin atteint les demi-finales du championnat de France 1993-1994, défait 22 à 15 par l’ AS Montferrand.
Il termine sa carrière à l'US Vinay et dispute notamment le championnat de 1e division groupe B avec Stéphane Weller, Franck Capdeville, Willy Pepelnjak, Christophe Monteil, Gilles Claret et Charl Snyman, tous anciens grenoblois.

## Palmarès
Avec le FC Grenoble
- Championnat de France de première division :
  - Vice-champion (1) : 1993[9]
  - Demi-finaliste (2) :  1992 et 1994